# Брянцев, Василий Максимович
Васи́лий Макси́мович Бря́нцев (15 июня 1937, село Дуровка, Воронежская область — 30 ноября 2001, Полевской, Свердловская область) — передовик советской металлургической промышленности, вальцовщик Северского трубного завода имени Ф. А. Меркулова Министерства чёрной металлургии СССР. Герой Социалистического Труда (1971).

## Биография
Родился в крестьянской семье в селе Дуровка Уколовского района Воронежской области (сегодня — село Вербное Красненского района Белгородской области).
Окончил неполную среднюю школу в селе Готовье. По окончании 7 классов работал в тракторном отряде. По совету друзей перебрался на Урал, где в 1957 году закончил ремесленное училище № 47.
С июня 1957 года — подручный вальцовщика в листопрокатном цехе Северского металлургического завода (с 1965 года — Северского трубного завода) имени Ф. А. Меркулова. С 1960 года старшим вальцовщиком возглавил бригаду, ставшую одной из лучших на предприятии. Неоднократно переходил в отстающие бригады и выводил их в передовые. Более двадцати лет проработал в листопрокатном цехе старшим вальцовщиком 10 разряда, 12 лет — мастером.
За высокие показатели в трудовой деятельности награждён в 1966 году орденом Ленина.
Указом Президиума Верховного Совета СССР от 30 марта1971 года за выдающиеся успехи, достигнутые в выполнении заданий пятилетнего плана по развитию чёрной металлургии, Василию Максимовичу Брянцеву присвоено звание Героя Социалистического Труда с вручением ордена Ленина и золотой медали «Серп и Молот».
Участвовал в пуске трубоэлектросварочного цеха № 2, где и трудился до выхода на пенсию в 1987 году.
После выхода на пенсию жил в городе Полевской. Умер 30 ноября 2001 года. Похоронен вместе с женой на Северском кладбище Полевского.

### Семья
Женат, жена Тамара Яковлевна (02.03.1935 — 06.10.2016).
Старший брат Героя Социалистического Труда Евдокии Максимовны Порохни.

## Память
- В 2011 году на здании Полевского многопрофильного техникума была установлена мемориальная табличка, посвящённая Василию Брянцеву[3].

## Награды
- медаль «Серп и Молот» (30.03.1971)
- два ордена Ленина (22.03.1966, 30.03.1971)
- Почётный гражданин города Полевской (решение исполкома Полевского городского Совета депутатов трудящихся от 27 октября 1977 г. № 484)